# Per Daniel Göransson
Per Daniel Göransson (* 8. Januar 1986) ist ein schwedisch-australischer Eishockeyspieler, der seit 2018 bei CBR Brave in der Australian Ice Hockey League unter Vertrag steht.

## Karriere
Per Daniel Göransson begann seine Karriere als Eishockeyspieler bei Mälarhöjden/Bredäng Hockey in Stockholm. Als 15-Jähriger wechselte er in den Nachwuchsbereich des ebenfalls in Stockholm beheimateten Hammarby Hockey. Dort durchlief er die Jugendmannschaften bis hin zur J20 SuperElit und spielte bereits als 18-Jähriger in der ersten Herren-Mannschaft, die damals in der zweitklassigen HockeyAllsvenskan antrat und in der er bis 2007 aktiv war. In der Spielzeit 2004/05 absolvierte er auch zwei Spiele für den Ligakonkurrenten Uppsala HC. Nach der Insolvenz von Hammarby Hockey spielte er 2008/09 für den von den Anhängern des Klubs gegründeten Bajen Fans Hockey in der sechstklassigen Division 4 und erreichte den Aufstieg in die Division 3. Dort spielte er jedoch nicht, sondern beendete vorerst seine Karriere wegen verschiedener Verletzungen.
Göransson ging 2011 zum Studium nach Perth. Dort nahm er 2015 seine Karriere wieder auf und schloss sich zunächst den Northern Vikings aus der zweitklassigen Western Australian Super League an. 2016 und 2017 spielte er sodann für Perth Thunder, dessen General Manager er während seiner Examensphase kennengelernt hatte, in der Australian Ice Hockey League. Zur Spielzeit 2018 wechselte er zu CBR Brave und gewann mit dem Klub aus Canberra gleich in seiner ersten Spielzeit dort den ersten Meistertitel des Teams.

### International
Göransson wurde 2017 nach Australien eingebürgert. Für die Nationalmannschaft von Down Under spielte er erstmals bei der Weltmeisterschaft der Division II 2018, als das Team hinter Gastgeber Niederlande den zweiten Platz belegte.

## Erfolge und Auszeichnungen
- 2009 Aufstieg in die Division 3 mit Bajen Fans Hockey
- 2018 Goodall-Cup-Gewinn mit CBR Brave